# Pyrola atropurpurea
Pyrola atropurpurea är en ljungväxtart som beskrevs av Adrien René Franchet. Pyrola atropurpurea ingår i släktet pyrolor, och familjen ljungväxter. Inga underarter finns listade i Catalogue of Life.